# Сент-Люсия на летних Олимпийских играх 2012
Сент-Люсия на летних Олимпийских играх 2012 была представлена в трёх видах спорта.

## Результаты соревнований

### Лёгкая атлетика
Мужчины
| Дисциплина      | Спортсмен | Предварительный раунд | Предварительный раунд | Четвертьфиналы | Четвертьфиналы | Полуфиналы | Полуфиналы | Финал     | Финал |
| Дисциплина      | Спортсмен | Результат             | Место                 | Результат      | Место          | Результат  | Место      | Результат | Место |
| --------------- | --------- | --------------------- | --------------------- | -------------- | -------------- | ---------- | ---------- | --------- | ----- |
| прыжки в высоту |           |                       |                       |                |                |            |            |           |       |

Женщины
| Дисциплина      | Спортсменка | Предварительный раунд | Предварительный раунд | Четвертьфиналы | Четвертьфиналы | Полуфиналы | Полуфиналы | Финал     | Финал |
| Дисциплина      | Спортсменка | Результат             | Место                 | Результат      | Место          | Результат  | Место      | Результат | Место |
| --------------- | ----------- | --------------------- | --------------------- | -------------- | -------------- | ---------- | ---------- | --------- | ----- |
| прыжки в высоту |             |                       |                       |                |                |            |            |           |       |